# Paradrymonia longifolia
Paradrymonia longifolia är en tvåhjärtbladig växtart som först beskrevs av Eduard Friedrich Poeppig, och fick sitt nu gällande namn av Wiehler. Paradrymonia longifolia ingår i släktet Paradrymonia och familjen Gesneriaceae. Inga underarter finns listade i Catalogue of Life.